# Prekrăste, Sofia
Prekrăste (în bulgară Прекръсте) este un sat în comuna Dragoman, regiunea Sofia,  Bulgaria. 

## Demografie
Componența etnică a satului Prekrăste
     Bulgari (90,9%)
     Nicio identificare (9,09%)
     Altele (0%)
La recensământul din 2011, populația satului Prekrăste era de 44 locuitori. Din punct de vedere etnic, majoritatea locuitorilor (90,9%) erau bulgari. Pentru 9,09% din locuitori nu este cunoscută apartenența etnică.